# كلينتون هيل (عداء سريع)
كلينتون هيل (بالإنجليزية: Clinton Hill) هو عداء سريع أسترالي، ولد في 19 أبريل 1980 في جوهانسبرغ في جنوب أفريقيا.

## وصلات خارجية
- كلينتون هيل على موقع الاتحاد الدولي لألعاب القوى (الإنجليزية)
- كلينتون هيل على موقع النتائج التاريخية لألعاب القوى الأسترالية (الإنجليزية)
- كلينتون هيل على موقع اللجنة الأولمبية الدولية (الإنجليزية)
- كلينتون هيل على موقع أوليمبيديا (الإنجليزية)
- كلينتون هيل على موقع اللجنة الأولمبية الأسترالية (الإنجليزية)